# SMILE×SMILE
SMILE×SMILE är det sjunde studioalbumet av J-popsångerskan Mayumi Iizuka, utgivet den 24 juli 2003. Det producerades av svensken Tore Johansson.

## Låtlista
1. Kimi to Ita Memory (君といたmemory / Minne med Dig)
  - Lyrik: Mayumi Iizuka
  - Komposition: cota
  - Arrangering: Michiaki Kato
2. My best friend (Min bästa vän)
  - Lyrik: Mayumi Iizuka
  - Komposition och arrangering: Motoki Matsuoka
3. Drive Shiyou yo! (ドライブしようよ! / Låt Oss Köra!)
  - Lyrik: Mayumi Iizuka
  - Komposition: Sora Izumikawa
  - Arrangering: Tore Johansson
4. Gomen ne (ごめんね / Jag Är Ledsen)
  - Lyrik: Mayumi Iizuka
  - Komposition: Ritsuko Okazaki
  - Arrangering: Tore Johansson
5. Pure♡ (Rent♡)
  - Lyrik: Mayumi Iizuka
  - Komposition och arrangering: Tore Johansson och Solveig Sandnes
6. Uniform (ユニフォーム)
  - Lyrik: Mayumi Iizuka
  - Komposition och arrangering: Wisao Yoshida
7. Party☆Time (パーティー☆タイム / Tid ~av~ Fest)
  - Lyrik: Mayumi Iizuka
  - Komposition: Ulf Turesson
  - Arrangering: Tore Johansson
8. Gyutto. (ぎゅっと。/ Tätt.)
  - Lyrik: Mayumi Iizuka
  - Komposition: Kohei Dojima
  - Arrangering: Ulf Turesson
9. Dream (Dröm)
  - Lyrik: Mayumi Iizuka
  - Komposition och arrangering: Tomoki Hasegawa
10. Kikasete yo Kimi no Koe (聴かせてよ君の声 / Ge Mig Ljudet av Din Röst) ～S×S version～
  - Lyrik: Mayumi Iizuka
  - Komposition: Tomoki Hasegawa
  - Arrangering: Tomofumi "Chibun" Suzuki